# Frontera entre la Xina i Mongòlia
La frontera entre la Xina i Mongòlia és la línia de frontera terrestre que delimita els territoris de la República Popular de la Xina i Mongòlia.

## Traçat
D'una longitud total de 4.630 km, aquesta frontera és una de les més llargues del món i una de les més pobrament definides, tot i que s'arribà a un tractat definitiu el 26 de desembre de 1962. Comença a l'extrem oest, a 55 km de l'inici de la frontera entre Rússia i Kazakhstan, marcada per les muntanyes Altai al trifini occidental Xina-Mongòlia Rússia (49° 10′ N, 87° 49′ E / 49.167°N,87.817°E) abans de prendre una direcció general al sud-est, a l'est i a nord-est.
A l'extrem oriental de Mongòlia, la frontera va cap a l'oest, a la frontera de Manxúria i passant pel desert de Gobi i desprésva cap al nord abans d'arribar al trifini oriental de la Xina, Mongòlia i Rússia (49° 51′ N, 116° 41′ E / 49.850°N,116.683°E).
Separa la província (en xinès: 省 shěng) de Gansu i les regions autònomes (xinès tradicional: 自治區, xinès simplificat: 自治区 zīzhìqù) xineses del Xinjiang i Mongòlia Interior dels aimag mongols de Bayab-Ölgii, Baiankhongor, Dornod, Dornogovi, Govi-Altai, Khovd, Ömnögovi i Sükhbaatar.

## Història
La frontera es va crear en 1912 quan una part de les terres mongols va proclamar la seva independència de la Xina i va formar el Kanat de Mongòlia; més tard, en 1915 es va signar el tractat de Kiakhta on el kanat va ser proclamat una part autònoma de la Xina. En 1945 es va organitzar a Mongòlia un referèndum que va confirmar la independència de Mongòlia.